# Флаг Красногвардейского муниципального округа (Ставропольский край)
Флаг Красногвардейского муниципального округа Ставропольского края Российской Федерации — опознавательно-правовой знак, составленный и употребляемый в соответствии с вексиллологическими правилами, служащий официальным символом муниципального образования.
Флаг утверждён 10 ноября 2006 года решением Совета Красногвардейского муниципального района Ставропольского края № 234 как флаг Красногвардейского муниципального района и 22 февраля 2007 года внесён в Государственный геральдический регистр РФ с присвоением регистрационного номера 2832.
Законом Ставропольского края от 31 января 2020 года № 8-кз Красногвардейский муниципальный район был преобразован в Красногвардейский муниципальный округ.
Решением Совета депутатов Красногвардейского муниципального округа от 24 февраля 2021 года № 119 флаг Красногвардейского муниципального района был утверждён флагом Красногвардейского муниципального округа.

## Описание и обоснование символики
Флаг представляет собой рассечённое пополам красно-синее полотнище с соотношением сторон 2:3 с белой полосой в 1/4 ширины флага вдоль верхней кромки, несущее в себе фигуры герба: три красные пятилучевые звезды на белой полосе и золотого медведя с лазоревым вооружением, и золотым же колосом в передних лапах.— Решение Совета депутатов Красногвардейского муниципального округа от 24 февраля 2021 года № 119
Красногвардейский муниципальный округ Ставропольского края замечателен тем, что географически он в прошлом располагался на границе Кубанского и Донского казачьих войск и назывался Медвеженским районом. Поэтому в настоящем флаге используются цвета поименованных войск и серебро — цвет казачьего прибора.
Красные пятилучевые звезды отражают революционное прошлое и нынешнее название округа. Золотой геральдический медведь символизирует историческое имя района. Золотой колос в лапах медведя символизирует административно-хозяйственную ориентацию округа и его мирное успешное развитие.
Цвета полотнища призваны отражать содержательную идею флага муниципального округа.
Золото символизирует Солнце, просвещение, сакральные качества, неподверженность порче, мудрость, стойкость, знатность, честь, превосходство, мужское начало, богатство, совершенство, «воссияние Божие», свет, озарение, гармонию, духовное сокровище, бессмертие, подателя жизни.
Белый цвет (серебро) — девственность, женское начало, непорочность, «очищенные привязанности», чистоту, целомудрие, красноречие.
Красный цвет — великомученничество, активный мужской принцип, цвет солярных божеств, активность, суровость, созидательная сила, энергия жизни, победа, успех, цвет божеств войны.
Синий цвет (лазурь) — истина, интеллект, откровение, мудрость, лояльность, верность, постоянство, непорочность, чистые побуждения, безупречная репутация, широта души, благоразумие, благочестие, созерцание, Богородичный цвет.

## История
Разработку официальных символов Красногвардейского района осуществил в 2006 году ставропольский художник-геральдист И. Л. Проститов. Он подготовил четыре варианта эскизов, которые были затем представлены геральдической комиссии при губернаторе Ставропольского края. По итогам рассмотрения члены комиссии рекомендовали к принятию проект герба со следующим описанием:

В червлёно-лазоревом щите из-за золотого столба, обременённого червлёным колосом и сопровождаемого слева двумя серебряными прямыми крестами, расположенными один под другим, — выходящий золотой медведь с лазоревым вооружением.— Охонько Н. А. Символы малой родины
Комиссия в частности отметила «эстетичность» этого варианта символики и то, что «2 креста отражают местную историческую специфику».
Проститов разработал и проект флага района, представлявший собой красно-голубое полотнище, на котором были изображены те же фигуры, что и в гербе.
Вопреки рекомендациям краевой геральдической комиссии руководство Красногвардейского муниципального района вместе с депутатами райсовета предпочло выбрать другой вариант:

В рассечённом червлёно-лазоревом щите под серебряной стенозубчатой о четырёх зубцах главой, обременённой тремя червлёными звёздами о пяти лучах, золотой медведь с лазоревым вооружением и золотым же колосом в передних лапах.— Охонько Н. А. Символы малой родины
Флаг во многом повторял композицию и цветовое решение этого герба и нёс в себе тот же смысл.
10 ноября 2006 года герб и флаг Красногвардейского муниципального района были утверждены районным советом, а затем направлены в Геральдический совет при Президенте РФ. После получения положительного заключения флаг района был внесён в Государственный геральдический регистр под номером 2832.